# Lukas Rademacher
Lukas Rademacher (* 1981) ist ein deutscher Rechtswissenschaftler und Hochschullehrer an der Christian-Albrechts-Universität zu Kiel.

## Leben und Wirken
Rademacher studierte Rechtswissenschaften an den Universitäten Düsseldorf und Oxford. In Düsseldorf legte er sein Erstes Juristisches Staatsexamen ab und erwarb in Oxford den Grad des Magister iuris. Nach seinem Zweiten Staatsexamen, das er 2014 im Bereich des Oberlandesgerichts Düsseldorf ablegte, trat er eine Stellung als wissenschaftlicher Mitarbeiter am Lehrstuhl von Nils Jansen an der Universität Münster an. Dort wurde Rademacher 2016 mit der rechtsvergleichenden Arbeit Verkehrsschutz im englischen Privatrecht zum Dr. iur. promoviert. Anschließend wurde er akademischer Rat auf Zeit am Lehrstuhl von Heinz-Peter Mansel an der Universität zu Köln. Unter dessen Betreuung habilitierte sich Rademacher 2022 mit der Habilitationsschrift Simulierte Privatautonomie. Dogmatik der Vertragsergänzung im gewaltengeteilten Staat. 2023 folgte er einem Ruf der Universität Kiel auf den Lehrstuhl für Bürgerliches Recht, Internationales Privatrecht und Rechtsvergleichung, den er seitdem innehat und wo er seitdem Co-Direktor des Instituts für Europäisches und Internationales Privat- und Verfahrensrecht ist.

## Forschung und Lehre
Rademachers Forschungsschwerpunkte liegen entsprechend der Ausrichtung seines Lehrstuhls im Bürgerlichen Recht und in der Rechtsvergleichung. Hierbei konzentriert er sich sowohl in nationaler wie in internationaler und vor allem europäischer Ebene auf die Bereiche des Schuld- und Sachenrechts, des Familien- und Erbrechts und insbesondere des Abstammungsrechts. Ein weiterer Schwerpunkt bildet die europäische Rechtsvereinheitlichung. Daneben ist er Mitkommentator des unter anderem von seinem akademischen Lehrer Heinz-Peter Mansel herausgegebenen Gesetzeskommentars zur Rom-I-Verordnung sowie zum Recht der Willenserklärungen im Nomos-Kommentar zum Bürgerlichen Gesetzbuch.